# Kurkuma
Die Kurkuma oder Kurkume (Curcuma longa), auch Gelber Ingwer, Safranwurz(el), Gelbwurz(el), Gilbwurz(el) oder Curcuma genannt, ist eine Pflanzenart aus der Gattung Curcuma innerhalb der Familie der Ingwergewächse (Zingiberaceae). Sie stammt aus Südasien und wird in den Tropen kultiviert.
Das Rhizom ähnelt stark dem des Ingwers, ist jedoch intensiv gelb; das geschälte Rhizom wird frisch und getrocknet als Gewürz und Farbstoff verwendet. Es sind bis zu fünf Prozent typische ätherische Öle sowie bis zu drei Prozent des gelbfärbenden Curcumins bzw. dessen Derivate enthalten. Das Rhizom wirkt verdauungsanregend.

## Beschreibung

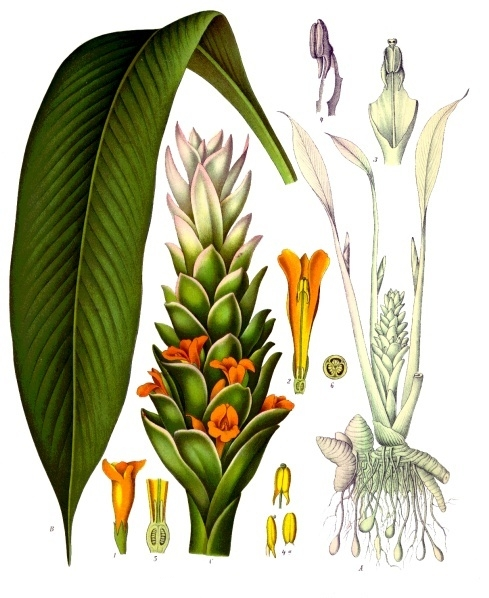
Illustration zur Gelbwurz aus Köhler’s Medizinal-Pflanzen. 1897

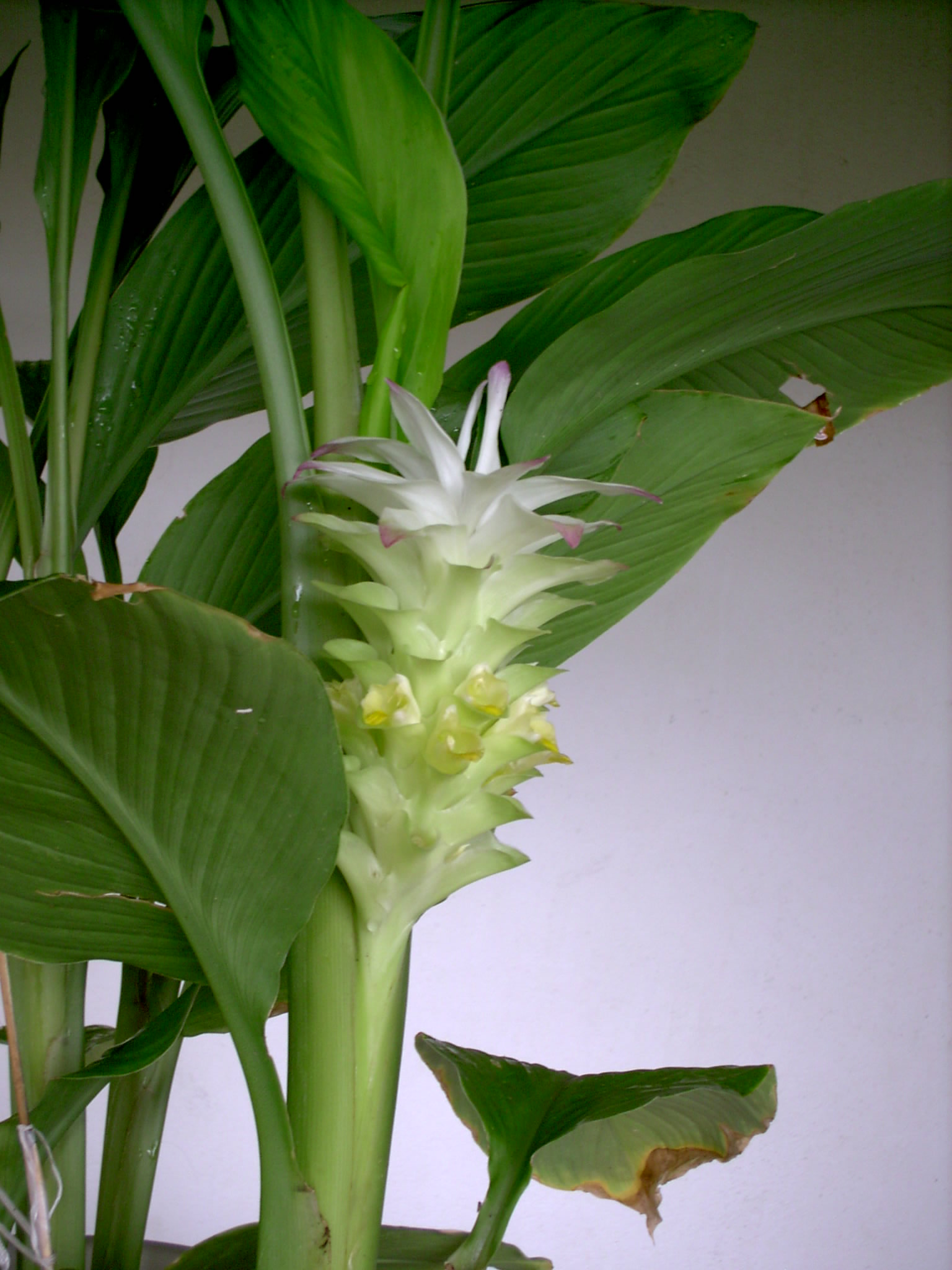
Habitus, Laubblätter und Blütenstand

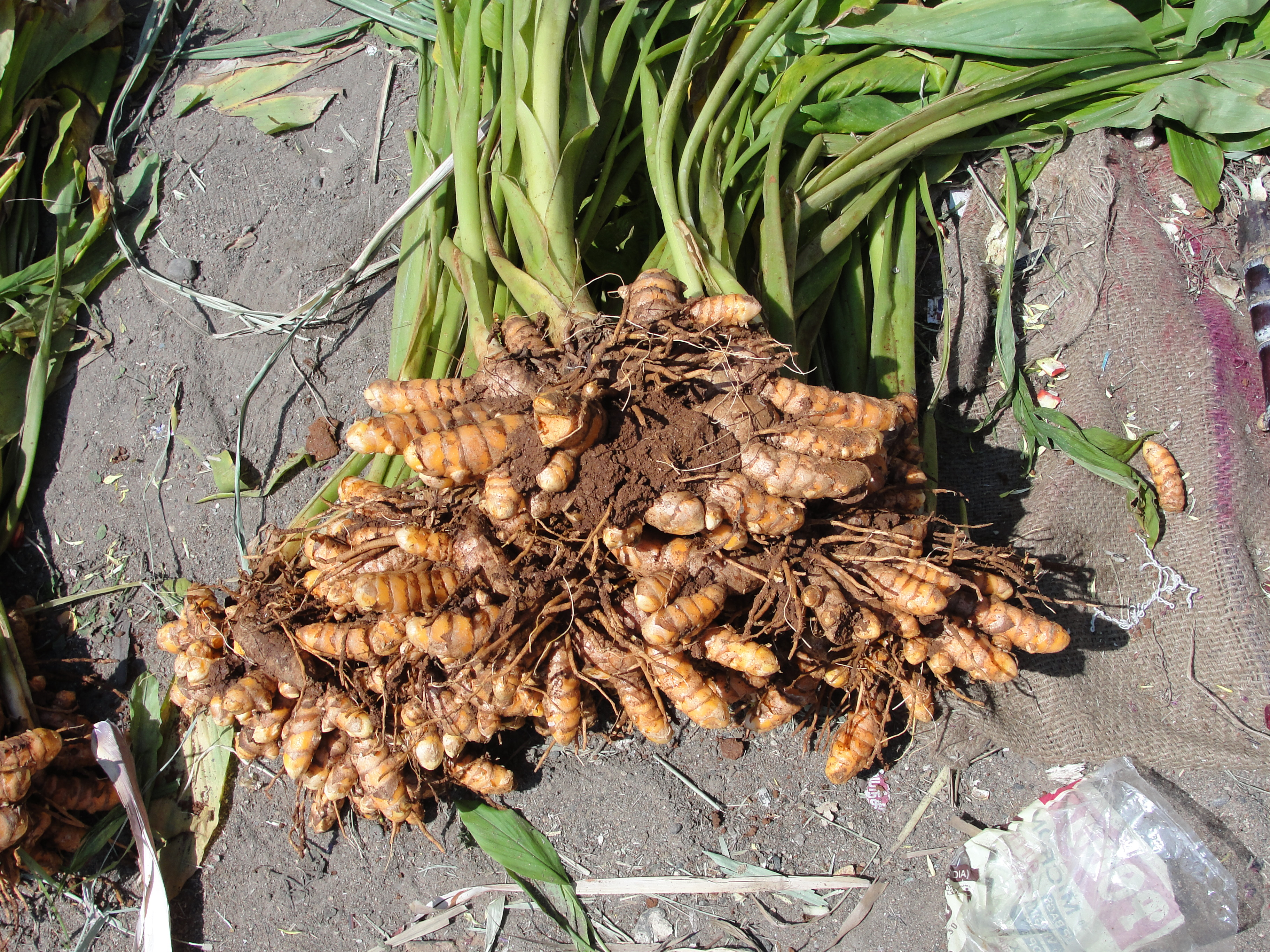
Unterirdische Pflanzenteile und unterer Bereich der oberirdischen Pflanzenteile

### Erscheinungsbild und Blatt
Kurkuma ist eine ausdauernde krautige Pflanze, die Wuchshöhen von bis zu 1 Meter erreicht. Es werden stark verzweigte, gelbe bis orange, zylindrische, aromatische Rhizome als Überdauerungsorgane ausgebildet, die an den Enden Knollen entwickeln.
Die wechselständig und zweizeilig angeordneten, kahlen Laubblätter sind in Blattscheide, Blattstiel und Blattspreite gegliedert. Aus den Blattscheiden wird ein Scheinstamm gebildet. Der Blattstiel ist 20 bis 45 Zentimeter lang. Die einfachen Blattspreiten sind bei einer Länge von meist 30 bis 45, selten bis zu 90 Zentimeter und einer Breite von 15 bis 18 Zentimeter länglich bis elliptisch mit sich verschmälernder Spreitenbasis und kurz zugespitztem oberen Ende.

### Blütenstand, Blüte und Frucht
In China liegt die Blütezeit meist im August. Endständig auf dem Scheinstamm sitzt der 12 bis 20 Zentimeter lange Blütenstandsschaft, über dem der Blütenstand steht. Der bei einer Höhe von 12 bis 18 Zentimetern sowie einem Durchmesser von 4 bis 9 Zentimetern zylindrische, ährige Blütenstand enthält viele Blüten. Die hell-grünen Tragblätter, über denen die Blüten stehen, sind bei einer Länge von 3 bis 5 Zentimetern eiförmig bis länglich und mit stumpfem oberen Ende. Im oberen Bereich des Blütenstandes sind Hochblätter vorhanden, über denen keine Blüten stehen; sie sind abgebreitet, weiß bis grün sowie manchmal auch rötlich-purfurfarben getönt, und ihr oberes Ende ist spitz.
Die zwittrigen Blüten sind zygomorph und dreizählig. Die drei 0,8 bis 1,2 Zentimeter langen Kelchblätter sind verwachsen, weiß, flaumig behaart und die drei Kelchzähne ungleich. Die drei hellgelben Kronblätter sind zu einer bis zu 3 Zentimeter langen Kronröhre verwachsen. Die drei Kronlappen von 1 bis 1,5 Zentimeter Länge sind dreieckig mit stachelspitzigem oberen Ende; der mittlere Kronlappen ist größer als die beiden seitlichen. Nur das mittlere Staubblatt des inneren Kreises ist fertil. Der Staubbeutel ist an seiner Basis gespornt. Alle anderen Staubblätter sind zu Staminodien umgewandelt. Die äußeren Staminodien sind kürzer als das Labellum. Das Labellum ist gelblich, mit einem gelben Band in seiner Mitte, und es ist bei einer Länge von 1,2 bis 2 cm verkehrt-eiförmig. Drei Fruchtblätter sind zu einem unterständigen, dreikammerigen Fruchtknoten verwachsen, der spärlich behaart ist.
Die Kapselfrucht öffnet sich mit drei Fächern.

### Chromosomenzahl
Die Chromosomenzahl beträgt 2n = 48.

## Verbreitung
Über das ursprüngliche Vorkommen ist nichts bekannt. Die ersten Funde als Kulturpflanze Curcuma longa liegen wohl im südwestlichen Indien. Curcuma longa ist in zahlreichen Ländern Südasiens und in Australien, Kuba, Haiti sowie Hawaii ein Neophyt.

## Taxonomie
Die Erstveröffentlichung von Curcuma longa erfolgte 1753 durch Carl von Linné in Species Plantarum, Tomus I, Seite 2.

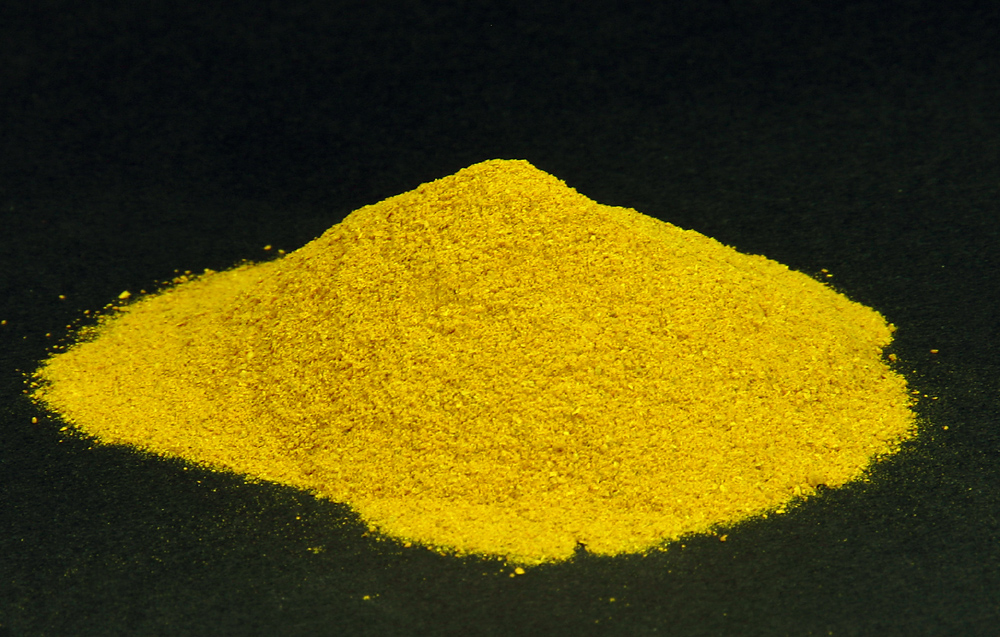
Kurkumapulver

## Verwendung in Gewürzmischungen
Frisch hat der Wurzelstock einen harzigen, leicht brennenden Geschmack, getrocknet schmeckt er mildwürzig und erdig-bitter. Er wird vor allem gemahlen wegen seiner Färbekraft verwendet, beispielsweise als Bestandteil von Gewürzmischungen wie Currypulver. Kurkuma ist wesentlich preiswerter als der ebenfalls stark gelbfärbende Safran. In Indien ist die Verwendung von Currypulver seit 4000 Jahren belegt. Susanne S. Renner geht davon aus, dass Kurkuma bereits vor 10.000 Jahren genutzt wurde, „als die Menschen im Ganges-Delta mit der Landwirtschaft und Nutzung von Pflanzen begonnen haben“.
Indien ist das weltgrößte Anbauland und verbraucht rund 80 % der Welternte. In der westlichen Küche spielt Kurkuma eine untergeordnete Rolle als Bestandteil von Currypulver, als billiger Safranersatz oder als Farbstoff in der Lebensmittelindustrie, etwa für Senf, Teigwaren oder Kurkuma-Reis.
Größere Mengen Kurkumapulver finden in manchen Rezepten für „Goldene Milch“ oder Kurkuma Latte Verwendung.

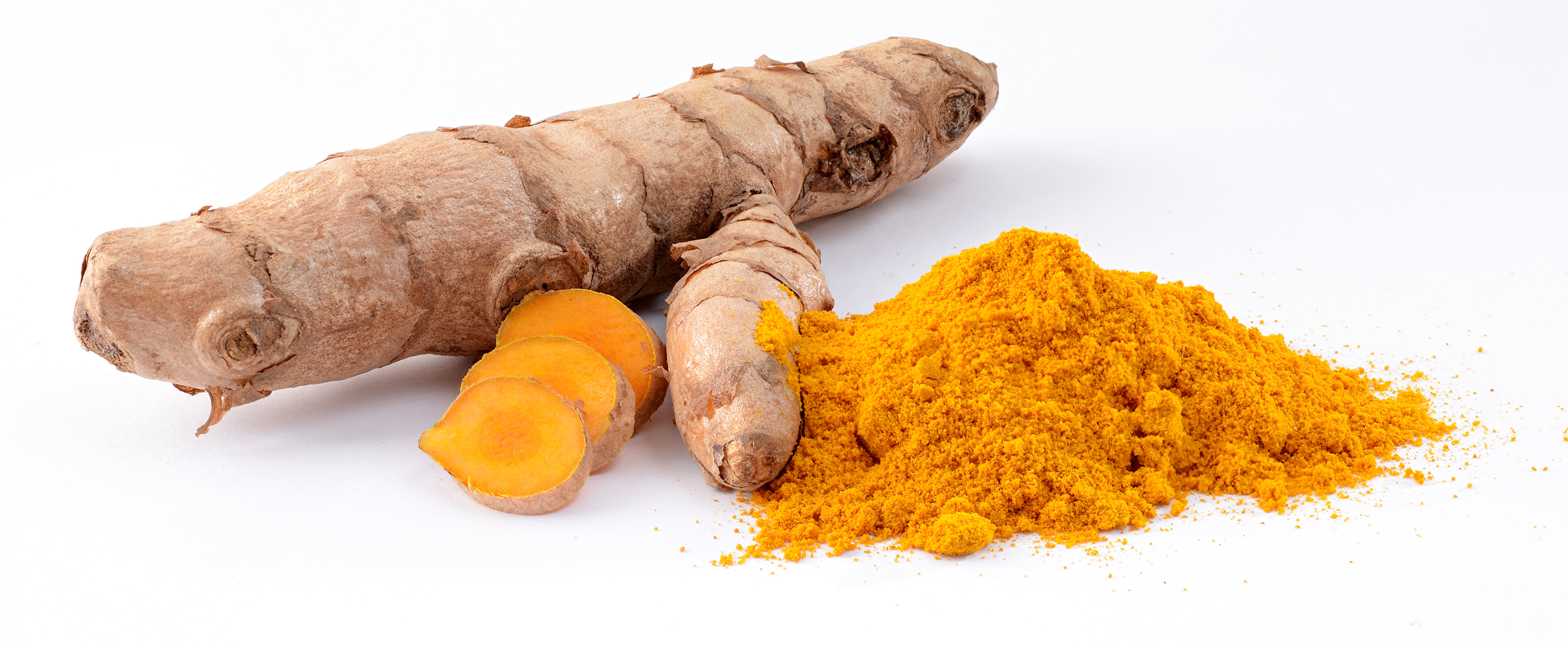
Ein Kurkuma-Rhizom und das daraus gewonnene Pulver

## Inhaltsstoffe
Das Rhizom ähnelt stark dem des Ingwers, ist jedoch intensiv gelb. Es sind bis zu fünf Prozent typische ätherische Öle sowie bis zu drei Prozent des für die gelbe Färbung verantwortlichen Curcumins und dessen Derivate (Curcuminoide) enthalten. Von diesen drei Prozent sind die wichtigsten chemischen Komponenten Curcumin (60 %), Demethoxycurcumin (25 %) und Bisdemethoxycurcumin (15 %). Das ätherische Öl, mit einem Anteil von etwa 2 bis 5 % im getrockneten Gewürz, besteht zu 60 % aus Sesquiterpenen, wie Turmeron (bis 30 %), ar-Turmeron (bis 25 %), Atlanton und Zingiberen (bis 25 %) und Monoterpenen (Cymen, 1,8-Cineol, Phellandren, Sabinen, Borneol und andere). Weitere Sesquiterpenderivate kommen in verschiedenen Arten vor und sind zum Teil artspezifisch. Einige allgemeine Bestandteile sind Zucker, Proteine und Harze.

Strukturformel von Curcumin: Keto-Form (oben) und Enol-Form (unten)

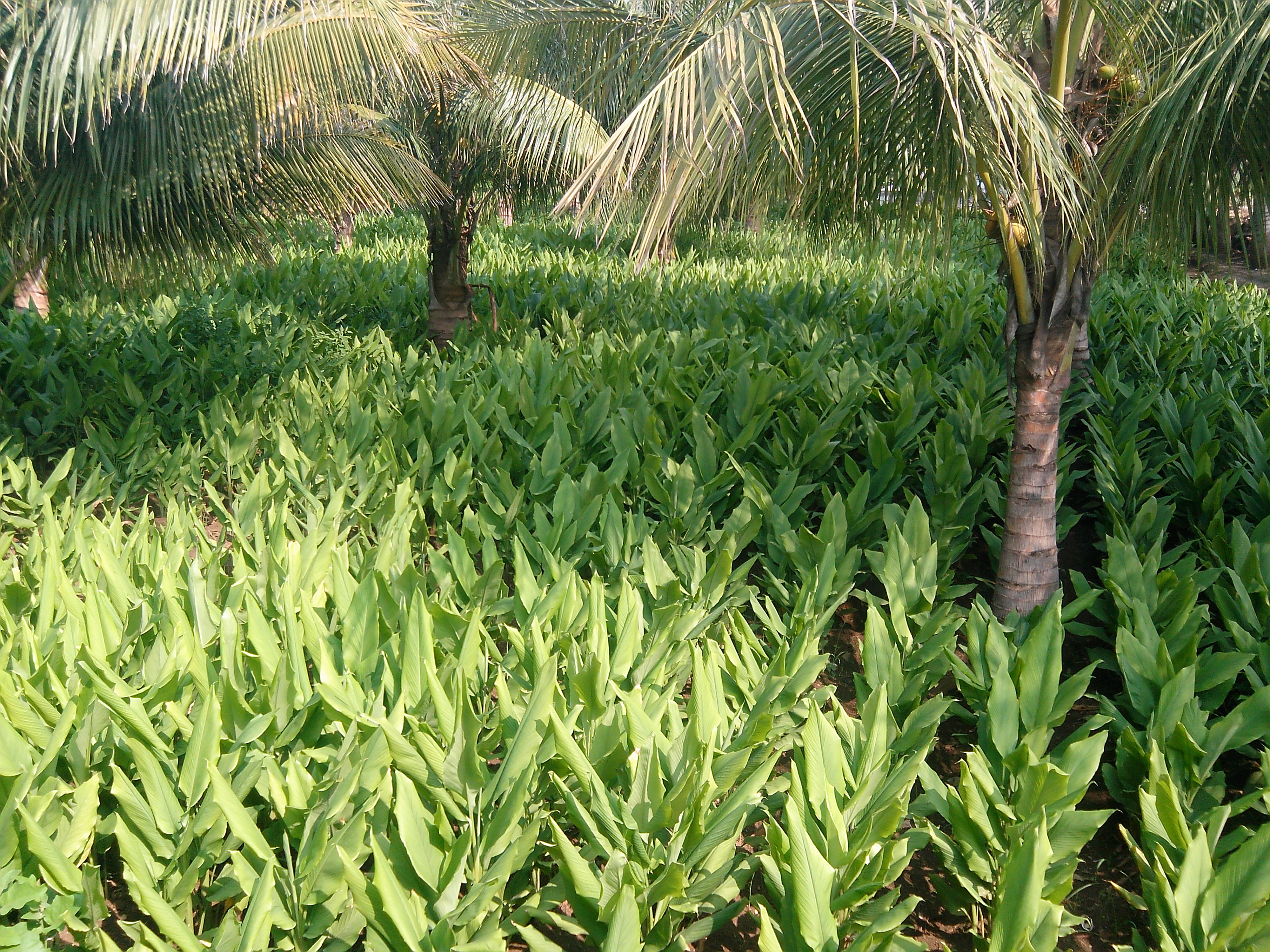
Eine Gelbwurzplantage

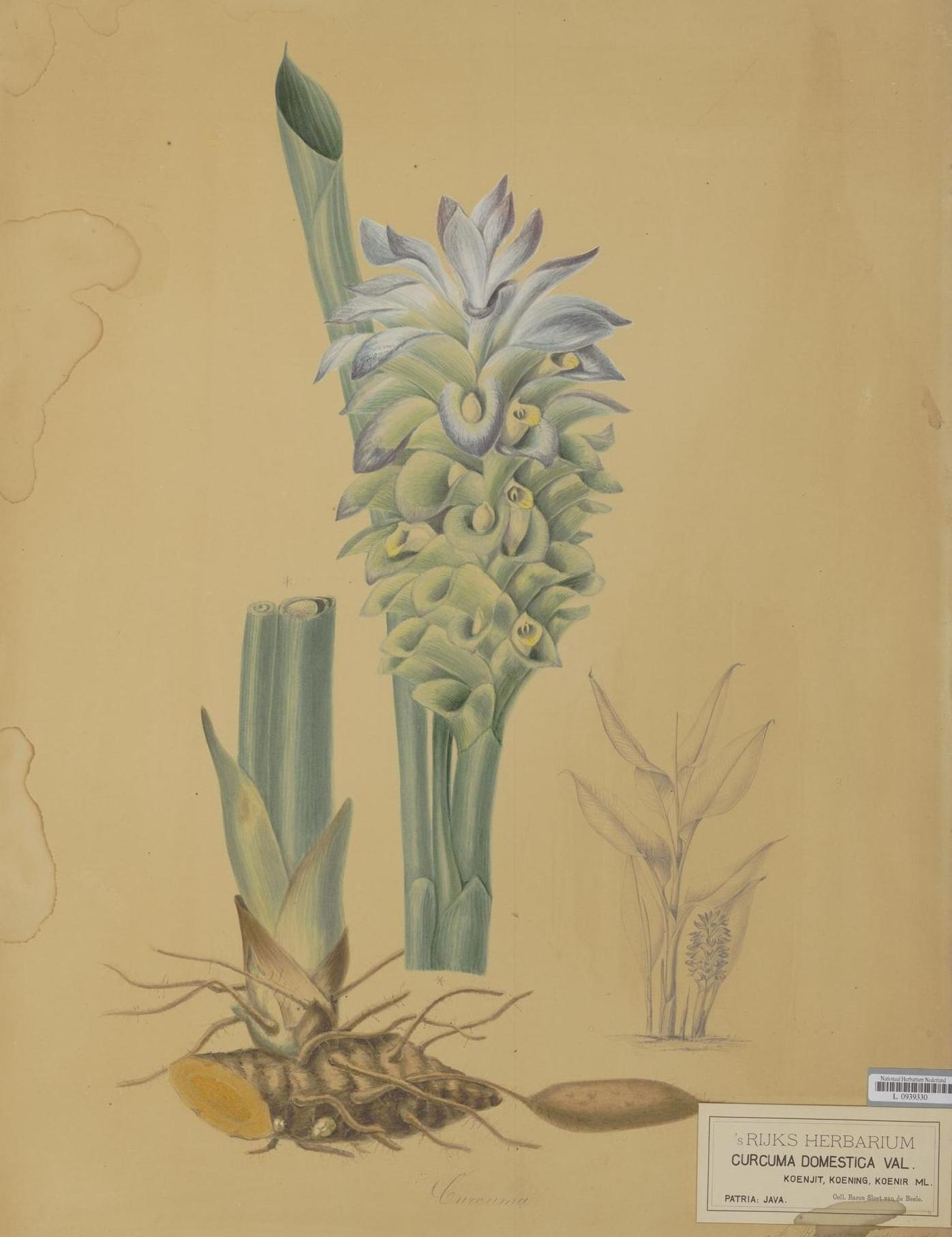
Illustration von A. Bernecker, Curcuma domestica Valeton (= Curcuma longa), um 1860

## Medizinische Wirkungen
Curcumin als biologisch aktiver Inhaltsstoff von Kurkuma ist Gegenstand einer Vielzahl medizinischer Studien zu vielen verschiedenen Krankheitsbildern. Da Curcumin als eines der stärksten Pan-assay interference compounds (PAINS) falsch-positive Ergebnisse in chemischen Untersuchungen (zum Beispiel Hochdurchsatz-Screenings) bewirken kann, ist ein Großteil der dazu publizierten positiven Ergebnisse vermutlich fehlerhaft. Aufgrund der geringen oralen Bioverfügbarkeit von Curcumin ist es unwahrscheinlich, dass sich die Ergebnisse von In-vitro-Studien auf den Menschen übertragen lassen. Keine Form von Curcumin oder dessen Analoga scheinen gute Arzneimittelkandidaten zu sein, da es keine der erwünschten Eigenschaften besitzt. Bisher war keine placebokontrollierte Doppelblindstudie erfolgreich.
Kurkuma hat als Gewürz einen positiven Einfluss auf die Verdauung; so können leichte Beschwerden wie Blähungen oder ein Völlegefühl nach dem Essen abgefedert oder verhindert werden.
In Anzeigen oder Ratgebern wird eine Wirkung gegen verschiedenste Krankheiten (Diabetes, Arthrose, Krebs) beworben. Da hierfür belastbare Humanstudien fehlen, sind in der EU keine gesundheitsbezogenen Werbeaussagen für kurkumahaltige Nahrungsergänzungsmittel zugelassen.
In Indonesien wird Kurkuma als Hauptbestandteil der traditionellen Jamu-Medizin gegen eine Vielzahl von Krankheiten, zur allgemeinen Stärkung des Immunsystems sowie zur Prävention von Infektionen und Erkrankungen der Atemwege eingesetzt. Wissenschaftliche Belege für eine Wirksamkeit liegen jedoch nicht vor.

## Kurkuma und Javanische Gelbwurz als Arzneimittel
In Deutschland wurde die Droge Gelbwurzel als Rhizoma Curcumae 1930 im Ergänzungsband 5 (Erg.-B. 5) zum DAB als pflanzliches Arzneimittel aufgenommen. In der überarbeiteten Ausgabe 10 des DAB (mit den neuen lateinischen Drogenbezeichnungen) ist sie als Rhizoma Curcumae Longae gelistet. Der ebenfalls zur Gattung Curcuma gehörende Javanische Gelbwurz (Curcuma xanthorrhiza Roxb.) ist seit 1978 im DAB 8 enthalten.
Entscheidend für die Wirkung soll gemäß dem Deutschen Grünen Kreuz eine exakte und ausreichend hohe Dosierung sein.

## Sonstige Anwendungen
Außer als Gewürz und zum Färben von Speisen fand Kurkuma bis ins 20. Jahrhundert zum Färben von Papier, Firnissen und Salben beschränkte Anwendung. Die traditionellen Stoffe Timors (Tais) werden mit Kurkuma gefärbt. Je nach Verwendung entstehen so gelbe bis tief orange Farbtöne. Mit Curcumin gelb gefärbtes Papier (Kurkumapapier) diente in der Chemie als Indikatorpapier auf Alkalien, von denen es in Braunrot umgefärbt wird (Umschlagspunkt bei pH = 8,6). Der Kurkumafarbstoff Curcumin wird als Reagenz zum Nachweis von Bor in Form von Borsäure verwendet, mit der es in saurer Lösung den roten Farbstoff Rosocyanin liefert.
Da Kurkuma relativ billig ist, wird es häufig zum Strecken von Safran verwendet. Die obige Reaktion mit Alkalien wie Natronlauge wird dabei zur Überprüfung der Ware genutzt.

## Verfälschungen
Um blasses Kurkumapulver optisch aufzuwerten und die vom Konsumenten erwartete Farbe zu intensivieren, kommt es immer wieder zum Einsatz von bleihaltigen Farbstoffen wie Bleichromat. Eine Studie in Bangladesch konnte in 7 der 9 untersuchten Regionen Verfälschungen feststellen, bei denen der Bleigehalt den Grenzwert des Landes in der Spitze um das 500-fache überstieg. Untersuchungsergebnisse aus Deutschland und der Schweiz konnten zuletzt in den zum Verkauf angebotenen Kurkumapulvern keine überhöhten Bleibelastungen feststellen.

## Patentkonflikt
Im März 1995 wurde den beiden Forschern Suman K. Das und Hari Har P. Cohly von der medizinischen Fakultät der University of Mississippi ein Patent (US 5.401.504) auf Kurkuma in der Verwendung als Wundmittel erteilt. Nach einer Klage des Indian Council for Scientific and Industrial Research (CSIR) gegen das United States Patent and Trademark Office wurden dieses und weitere mit Kurkuma in Zusammenhang stehende Patente gelöscht. Die Kläger konnten mehrere schriftliche Nachweise erbringen, dass Kurkuma bereits seit Tausenden von Jahren für die Behandlung von Wunden und Ausschlägen verwendet wird und die medizinische Verwendung daher keine neue Erfindung ist. Unter anderem wurde ein alter Sanskrit-Text herangezogen, der bereits 1953 im Journal of the Indian Medical Association veröffentlicht worden war.